# Xã Steen, Quận Knox, Indiana
Xã Steen (tiếng Anh: Steen Township) là một xã thuộc quận Knox, tiểu bang Indiana, Hoa Kỳ. Năm 2010, dân số của xã này là 900 người.